# 훌리오 마요라
훌리오 루벤 마요라 페르니아(스페인어: Julio Rubén Mayora Pernía, 1996년 9월 2일~)는 베네수엘라의 역도 선수이다. 2020년 하계 올림픽 남자 라이트급 은메달을 획득했으며 세계 선수권 대회에서 동메달 1개(2018)를 획득했다.